# Julius Brouwers
Johannes Hubertus Julius Maria (Jules) Brouwers (Gulpen, 26 juli 1869 – Vilvoorde, 15 oktober 1955) was een Belgisch kunstschilder van Nederlandse afkomst.

## Leven en werk
Brouwers werd in 1869 in Gulpen geboren als zoon van de kantonrechter Hubert Joachim Brouwers en van Marie Hubertine Emilie Regout. Hij was een kleinzoon van de Maastrichtse industrieel Petrus Laurentius Regout.
Brouwers was een leerling van Paul Joseph Constantin Gabriël en studeerde later aan de Académie des Beaux-Arts de Saint-Luc te Luik. Hij was in het begin van de 20ste eeuw actief te Brussel en omgeving. Hij was lid van de Bende van De Suisse, een groep schilders, architecten, dichters, schrijvers en andere cultuurliefhebbers die in de jaren 20 vele avonden doorbracht in het Café Suisse aan het Vrijthof te Maastricht. Ook was hij lid van de Limburgse Kunstkring. In 1914 ontvluchtte hij België en verhuisde hij naar Plasmolen.
Brouwers woonde vanaf zijn naturalisatie tot Belg op 4 augustus 1921 in Vilvoorde.
- Biografisch Portaal: 44354566
- RKD-Nederlands Instituut voor Kunstgeschiedenis: 13143
- Union List of Artist Names: 500200160
- Virtual International Authority File: 3946153596637251900003